# White Horse Press
White Horse Press LLP ist ein britischer Verlag mit Sitz in Winwick bei Peterborough. Er wird durch die Familie  Johnson geführt und ist auf Umweltthemen spezialisiert. Im Verlag erscheinen die Fachzeitschriften Environmental Values, Environment and History, Global Environment und Nomadic Peoples. Zu den Autoren gehören u. a. John Robert McNeill, Rolf Peter Sieferle und Verena Winiwarter.